# 울산가온고등학교
울산가온고등학교(蔚山가온高等學校)는 대한민국 울산광역시 중구 반구동에 있는 공립 고등학교이다.

## 학교 연혁
- 1979년 1월 31일 : 난곡여자고등학교 설립인가
- 1979년 3월 19일 : 개교(1학년 10학급 600명 입학)
- 1981년 2월 28일 : 신축교사 이전(완성 30학급)
- 1981년 3월 1일 : 울산중앙여자고등학교로 교명 변경
- 2001년 10월 16일 : 다목적교실(체육관) 완공
- 2003년 11월 12일 : 전체 39학급으로 인가
- 2008년 2월 26일 : 급식소 및 펜싱장 신축 완공
- 2024년 3월 1일 : 제19대 김태중 교장 취임식
- 2025년 2월 6일 : 제44회 졸업식(116명, 총 졸업생 수 19,685명)
- 2025년 3월 1일 : 울산가온고등학교로 교명 변경
- 2025년 3월 4일 : 제47회 입학식(163명)

## 참고 자료
- 울산가온고등학교 - 한국교육학술정보원 학교알리미